# Wilhelm Georg Berger
Wilhelm Georg Berger (n. 4 decembrie 1929, Rupea, România – d. 8 martie 1993, București, România) a fost un compozitor, muzicolog, violist și dirijor român, membru corespondent al Academiei Române.

## Biografie
Wilhelm Georg Berger a urmat studiile la Conservatorul din București, între anii 1948–1952, printre profesorii săi numărându-se Alexandru Rădulescu (violă), Zeno Vancea (istoria muzicii), Ioan Șerfezi (teorie și solfegii), iar în particular, a studiat vioara cu Cecilia Nitzulescu-Lupu și Anton Adrian Sarvaș. A activat ca violist în Filarmonica „George Enescu” din București între anii 1948–1958 și în Cvartetul de coarde al Uniunii Compozitorilor, între 1953-1958. Între 1968-1989, a fost secretar al Uniunii Compozitorilor. În 1991 a devenit membru corespondent al Academiei Române, din același an fiind și profesor asociat la Academia de Muzică din București. A susținut numeroase emisiuni radiofonice și de televiziune, concerte-lecții, conferințe, comunicări științifice atât în țară cât și în fosta R.D.G.. A publicat eseuri, studii și articole în publicații precum Muzica, Studii de muzicologie, Studii și cercetări de istoria artei, Contemporanul, Secolul XX sau România literară. A dirijat Filarmonici și orchestre simfonice din Iași, Brașov, Târgu Mureș și Arad și a făcut parte din jurii naționale și internaționale – la București, Liège, Dresda și Torino. A publicat ediția critică dedicată Sonatei bizantine pentru violoncel (violă) solo de Paul Constantinescu, București, Ed. Muzicală, 1967. S-a stins din viață la București, pe data de 8 martie1993. Spirit enciclopedic, Wilhelm Georg Berger este tipul creatorului erudit; compozitorul și-a creat un stil individual, marcat de natura modală a limbajului său melodic și armonic, de preferința față de dezvoltarea muzicală în forme ample, în cicluri  de mișcări cu o alură monumentală. Creația sa se sprijină pe un sistem muzical avînd ca punct de plecare al organizării intonaționale modal-armonice expresia numerică a „secțiunii de aur”, șirul lui Fibonacci, în timp ce parametrii duratei și timbrului ies de sub incidența calculului numeric, fiind tratați liber.

## Premii
A fost distins cu premiul Prințul Rainier III de Monaco, Monte Carlo (1964), Premiul I la Concursul internațional de compoziție pentru cvartete de coarde de la Liège (1965), Premiul I la Concursul Internațional Regina Elisabeta de la Bruxelles (1966), și a primit premii din partea Academiei Române (în 1966 și 1985) și U.C.M.R. (în 1967, 1974, 1977, 1981 și 1985). A fost distins cu Ordinul Meritul Cultural, cls.IV (1967), cls III (1969) și cls. II (1974), și cu Ordinul 23 August (în 1979).

### Distincții
- Ordinul „Meritul Cultural” clasa a IV-a (26 septembrie 1966) „pentru merite deosebite în activitatea literară, artistică și de răspîndire a culturii naționale, cu prilejul Centenarului Academiei Republicii Socialiste România”[2]

## Publicații
A publicat o serie de volume, emblematice pentru muzicologia românească, serie apărută în totalitate la Editura Muzicală din București: 
- Ghid pentru muzica instrumentală de cameră,1965;
- Muzica simfonică - în 5 volume: vol. I (Barocă-Clasică) – 1967; vol II (Romantică, 1830-1890) – 1972; vol. III (Romantică-Modernă, 1890-1930) – 1974; vol. IV (Modernă-Contemporană, 1930-1950) - 1976; vol. V (Contemporană, 1950-1970) – 1977;
- Cvartetul de coarde de la Haydn la Debussy, 1970;
- Cvartetul de coarde de la Reger la Enescu, 1979;
- Dimensiuni modale,1979;
- Estetica sonatei clasice, 1981;
- Estetica sonatei romantice,1983;
- Estetica sonatei moderne, 1984;
- Estetica sonatei contemporane,1985;
- Estetica sonatei baroce, 1985;
- Teoria generală a sonatei, 1987;
- Clasicismul de la Bach la Beethoven (1990);
- Mozart. Cultură și stil (1991);

Nepublicate: Analiza cantitativă și calitativă a câmpului sonor (1950) ; Teoria generală a compoziției clasice (1992 );Teoria progresiilor modale (1990 - nepublicată);

## Creație
Muzică de teatru
- 1964: Ifigenia în Aulida.

Muzică vocală
Cicluri de lieduri: 
- 1951: Lobgesänge in der Nacht, pentru sopran și orgă;
- 1952:Leidenszeit; Drei Lieder nach Gedichten von Maria Scherg;
- 1958: La vânătoare - pentru bariton și pian;
- 1959: Sonete de Petrarca pentru bariton, flaut, corn, violă, violoncel și pian;
- 1963: liedul Pescarul pe larg - pentru soprană și pian ;
- 1977 : Trei cântece de seară - pentru mezzosoprană, cvartet de coarde și pian;
- 1984: Patru lieduri op. 65 - pentru mezzosoprană, flaut și orgă;

Lucrări corale: 
- (?) Éin Flüstern, Rauschen, Klingen (?)

Muzică vocal-simfonică
Cantate: 
- 1958: Pentru pace – pentru mezzosoprană, bariton, cor mixt și orchestră;
- 1973: Dintre sute de catarge – pentru mezzosoprană, cor de femei și orchestră;
- 1977: Anul 1848 – pentru cor mixt și orchestră;

Oratorii: 
- 1959: Ștefan Furtună – pentru tenor, bariton, cor mixt și orchestră;

Drame simfonice: 
- 1981: Faust – pentru orchestră mare, cor mixt, recitator și orgă.

Misse: 
- 1986: Abendmahl-Messe - pentru orgă, cvartet de coarde și sopran;
- 1987 : Credo-Messe - pentru cvartet de coarde, pt. orgă și sopran;
- 1989: Missa de Crăciun - pentru cvartet de coarde, orgă și sopran; Missa de Paște – pentru orgă, cvartet de coarde și sopran;
- 1991 : Messa da Requiem -  pentru cor și orchestră simfonică; Missa solemnis -  pentru cor și orchestră simfonică.

Muzică simfonică
- 1956: Trei miniaturi pentru orchestră de coarde;
- 1957: Improvizație și dublă fugă;
- 1958: Variațiuni simfonice;
- 1961: Concert pentru orchestră de coarde;
- 1964: Imagini rapsodice;
- 1968: Variațiuni pentru orchestră de suflători;

Fresce simfonice: 
- 1984: Armoniile păcii;

Poeme simfonice: 
- 1959: Poemul muncii înfrățite;
- 1985: Horea – „1785”;

Suite simfonice: 
- 1963: Din basmele copiilor;

Simfonii: 
- 1960: Simfonia nr.1 – „Lirica”;
- 1963: Simfonia nr. 2 – „Epica”;
- 1964: Simfonia nr. 3 – „Dramatica”; Simfonia nr. 4  - „Tragica”
- 1968: Simfonia nr. 5 – „Muzică solemnă”;
- 1969: Simfonia nr. 6 – „Armonia”;
- 1970: Simfonia nr.7 – „Energia”;
- 1971: Simfonia nr. 8 – „Luceafărul” – cu cor mixt;
- 1974: Simfonia nr. 9 – „Fantasia”; Simfonia nr.10 – pentru orgă și ochestră;
- 1976: Simfonia nr.11 – „Sarmisegetuza” – pentru cvartet vocal și cor mixt;
- 1978: Simfonia nr.12 – „La Steaua”;
- 1980: Simfonia nr.13 – „Solemnis”;
- 1985: Simfonia nr.14  – „B.A.C.H.”;
- Simfonia nr.15 – „Metamorfoze”;
- ciclul Dimensiuni deschise: Simfonia nr.16 – „De ce”; 1986: Simfonia nr.17 – „Și dacă”; Simfonia nr.18 – pentru orchestră de coarde și orgă; Simfonia nr.19 -  „Anul 1918 (Cânturi transilvane)”; Simfonia nr. 20 – „Cânturi infinite” (Missa in cantu instrumentalis), extinsă în oratoriul Patimile și Invierea lui Isus, după Marcu; Simfonia nr. 21 – „Către bucurie”;
- 1989: ciclul Dimensiuni finite: Simfonia nr. 22 – „Monolog”; Simfonia nr. 23 – „Dialog”; Simfonia nr. 24 – „Parabola”.

Muzică concertantă: 
- 1959: Concert nr.1 pentru violă și orchestră;
- 1961: Concert nr.2 pentru violă și orchestră;
- 1965: Concert pentru vioară și orchestră nr.1;
- 1967: Concert pentru violoncel și orchestră;
- 1968: Concert pentru două viori și orchstră;
- 1972: Muzică de concert pentru flaut și orchestră;
- 1975: Concert pentru vioară principală și două cvartete de coarde;
- 1977: Concert pentru vioară, violoncel și orchestră;
- 1978: Concert pentru vioară, violă și orchestră;
- 1979: Concert pentru clarinet și orchestră;
- 1981: Concert pentru orgă solo;
- 1983: Concert nr. 2 pentru vioară și orchestră;
- 1984: Concert pentru vioară, violoncel, pian și orchestră;
- 1986: Concert pentru pian și orchestră;
- 1989: Concert pentru vioară solo; Concert pentru violoncel solo; Concert pentru orgă și orchestră; Concert pentru orgă și orchestră ( cu versiunea pentru orgă solo)
- 1990: Concert pentru violă solo;
- 1992: Concet pentru orchestră și orgă.

Pentru instrumente solo: 
- 1964: Sonata pentru vioară solo;
- 1965: Sonata pentru violoncel solo;
- 1968: Sonata pentru violă solo;
- 1979: Sonata pentru orgă solo;
- 1962: Sonata pentru pian;
- 1963: Șapte miniaturi pentru pian;
- 1974: Tândală și Păcală - 2 schițe pentru pian;
- 1980: Strofe diatonice – pentru pian la patru mâini;
- 1983: Partita pentru vioră solo;
- 1985: Sonată pentru flaut solo; Fantasia con ricercari pentru orgă solo; Fantasia choralis con ricercari pentru orgă solo; Sonata pentru flaut solo;
- 1986: Fantasia pentru orgă solo; Preludiu pentru orgă la ciclul simfonic Dimensiuni deschise ;
- 1988: Fantasia modalis pentru orgă solo ; Parabola pentru orgă solo ; Allegoria modalis pentru orgă solo
- 1989: Missa brevis pentru orgă solo ; Preludiu la ciclul simfonic Dimensiuni finite;
- 1991: Magnificat pentru orgă solo;
- 1992: Glossa pentru orgă solo; Toccata con corale  pentru orgă solo; Litania  pentru orgă solo; Antifonia coralis pentru orgă solo.

Muzică de cameră
Sonate: 
- 1957: Sonata pentru violă și pian; Baladă pentru violoncel și pian;
- 1958: Sonata pentru vioară și pian, op.7;
- 1963: Sonata pentru violoncel și pian;
- 1965: Sonata pentru flaut, violă și violoncel;
- 1977: Sonata pentru vioară și pian, op.50;
- 1989: Sonata nr. 3 pentru vioară și orgă (sau pian).

Trio-uri: 
- 1977: Trio pentru vioară, violoncel și pian;

Variațiuni: 
- 1968: Ciclul Meditații pentru orchestră de cameră; Variațiuni pentru orchestră de suflători;
- 1978: Baladă pentru orchestră de cameră (1978);

Cvartete de coarde:
- Ciclul „Op.25” –
- 1954: Cvartetul nr.1;
- 1955: Cvartetul nr.2;
- 1957: Cvartetul nr.3;
- 1958: Cvartetul nr.4;
- 1960: Cvartetul nr.5;
- 1964: Cvartetul nr. 6;

- Ciclul „Op. 32” –
- 1965: Cvartetul nr. 1;
- 1966: Cvartetul nr.2;  Cvartetul nr. 3; Cvartetul nr. 4;
- 1967: Cvartetul nr. 5; Cvartetul nr. 6;

- Ciclul „Op.44” –
- 1979: Cvartetul nr.1;
- 1980: Cvartetul nr.2;
- 1983: Cvartetul nr.3;
- 1986: Cvartetul nr. 4;

- Ciclul „Op. 73” –
- 1986: Cvartetul nr. 1 – „Șapte piese serioase”; Cvartetul nr. 2 – „Șapte piese dramatice”; Cvartetul nr.3 – „Șapte piese aforistice”; Cvartetul nr. 4 – „Șapte piese alegorice”;
- 1988: Cvartetul nr. 21;

Divertismente pentru cvartet de coarde:
- Ciclul „Op. 2” –
- 1954: Divertismentul nr. 1;
- 1956: Divertismentul nr. 2;

Cvintete: 
- 1959: Cvintet cu două viole;
- 1971: Cvintet cu pian;

Fresce pentru orchestră de coarde: 
- Epos (1957).